# Australian Antarctic Names and Medals Committee
Das Australian Antarctic Names and Medals Committee (AANMC) wurde eingerichtet, um die australische Regierung bei der Benennung von geographischen Objekten im Australischen Antarktis-Territorium und im Territorium Heard und McDonaldinseln, einem subantarktischen Außengebiet Australiens, zu beraten. Das Komitee nominiert außerdem Kandidaten für die Auszeichnung Australian Antarctic Medal.
Komiteemitglieder werden vom für antarktische Belange zuständigen Minister oder Parlamentssekretär ernannt. Das Komitee wurde im Oktober 1952 vom australischen Außenministerium (Ministry of External Affirs) als Antarctic Names Committee of Australia gegründet. Vorsitzender bis 1981 war der australische Polarforscher Phillip Law. Zum Zeitpunkt der Gründung gehörten dem Komitee neben Law der australische Polarforscher Douglas Mawson, Bruce Philip Lambert (1912–1990), Direktor des National Mapping Council of Australia, Captain G. D. Tancred, Hydrograph der Royal Australian Navy, sowie der Geograph A. A. Wilcock an. 1982 erfolgte die Umbenennung in den heutigen Namen, um die verschiedenen Funktionen, für die es verantwortlich ist, zu reflektieren.